# 薩迪奧拉

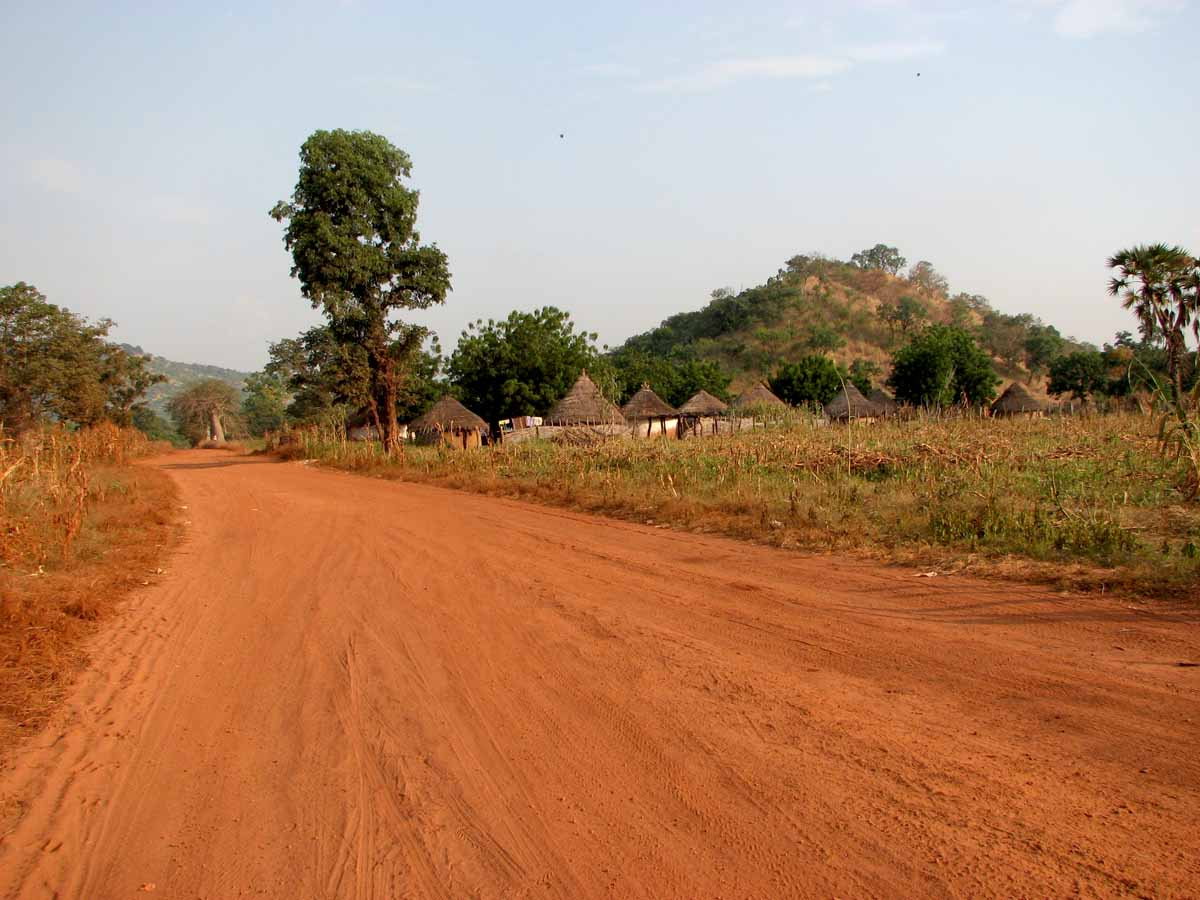
薩迪奧拉

薩迪奧拉（法語：Sadiola），是馬里的城鎮，位於該國西部，由卡伊區的卡伊省負責管轄，面積5,010平方公里，海拔高度149米，2009年人口39,305，人口密度每平方公里7.8人。